# Mairie de Fürstenwalde
La mairie de Fürstenwalde est un bâtiment administratif classé dans la ville de Fürstenwalde, dans le Brandebourg.

## Géographie
La mairie se situe dans le quartier de Mitte, au coin de l'Am Markt et de la Rathausstrasse. Il forme l'extrémité nord de la Mühlenstrasse, une rue commerçante.

## Histoire
Le bâtiment administratif de deux étages est construit vers 1500 en tant que bâtiment en brique de style gothique tardif. Il est décoré de gables pleins de traceries, le hall oriental a des voûtes en étoile et la tour est ajoutée en 1624. Il est reconstruit après avoir été endommagé pendant la Seconde Guerre mondiale. Au printemps 2011, d'importants travaux de rénovation commencent dans et sur le bâtiment, le bâtiment est converti pour répondre aux exigences techniques modernes. De plus, la toiture de tôles en cuivre est renouvelée, les revêtements de sol sont remplacés, un ascenseur est installé et un accès sans obstacle et des installations sanitaires sont créés ; la salle de bal et le sous-sol sont également repensés. Les travaux de construction sont achevés en 2014.

## Fonction
À l'exception du bureau de l'état civil, l'administration de la ville n'est pas située dans la mairie, mais dans un centre administratif contemporain à proximité que la municipalité loue jusqu'en janvier 2021. Cependant, les réunions du conseil municipal et de ses comités ont lieu dans l'ancienne mairie.
Une galerie d'art est installée en permanence dans l'ancien hôtel de ville depuis 1978. La brasserie Rathausbräu ouvre dans le sous-sol de la mairie fin décembre 2014, le propriétaire privé a investi environ 300 000 euros dans son équipement, ainsi qu'un musée de la brasserie.